# Fritz Rolf Baur
Fritz Rolf Baur (* 17. Oktober 1945 in Amsterdam) ist ein deutscher kommunaler Wahlbeamter und Kommunalpolitiker a. D. (SPD).
Ab April 2007 war er Erster Landesrat und Kämmerer beim Landschaftsverband Westfalen-Lippe (LWL) und zugleich Allgemeiner Vertreter des Direktors des Landschaftsverbandes. Im Oktober 2009 wurde er außerdem in den Rat der Stadt Münster gewählt, war dort unter anderem Vorsitzender des Finanzausschusses und ist mit Ablauf der Wahlperiode Mitte 2014 aus dem Rat ausgeschieden.
Baur wuchs in Bad Oeynhausen auf. Nach seinem Abitur und dem anschließenden Wehrdienst nahm er 1969 sein Jurastudium an der WWU Münster auf, welches er 1974 mit dem Ersten Staatsexamen abschloss und im Jahr 1984 mit dem Thema Maßregelvollzug im psychiatrischen Krankenhaus und in einer Entziehungsanstalt, §§ 63, 64 StGB zum Dr. jur. promovierte.
Nach dem juristischen Referendariat begann er 1978 seine berufliche Laufbahn beim Landschaftsverband Westfalen-Lippe. Baur durchlief zahlreiche Position innerhalb des Verbandes und wurde 1993 erstmals zum Sozialdezernenten des Landschaftsverbandes Westfalen-Lippe gewählt (Wiederwahl 2001). Er bekleidete dieses Amt bis zu seiner Wahl zum Ersten Landesrat und Kämmerer im Jahr 2007; im November 2010 trat er in den Ruhestand.
Von 1997 bis 2008 war Baur Vorsitzender der Bundesarbeitsgemeinschaft der überörtlichen Sozialhilfeträger (BAGüS). Seit 2008 ist er Ehrenvorsitzender der BAGüS. Seit 2011 ist Baur Vorsitzender der Bundesarbeitsgemeinschaft Inklusionsfirmen (bag if), welche die Interessen der rund eintausend Inklusionsfirmen (früher: Integrationsfirmen) vertritt. Am 14. November 2015 wurde Baur auf der DRK-Landesversammlung in Paderborn-Schloß Neuhaus zum Präsidenten des DRK-Landesverbandes Westfalen-Lippe e.V. gewählt.
Baur ist Autor zahlreicher, überwiegend sozialrechtlicher Publikationen und Herausgeber des Mergler/Zink – Handbuch der Grundsicherung und Sozialhilfe sowie Mitherausgeber des von Kohlhammer verlegten SGB-IX-Kommentars und Mitautor des von Heinz Kammeier herausgegebenen Werkes Maßregelvollzugsrecht.